# Bradyporus
Bradyporus is een geslacht van rechtvleugeligen uit de familie sabelsprinkhanen (Tettigoniidae). De wetenschappelijke naam van dit geslacht is voor het eerst geldig gepubliceerd in 1825 door Charpentier.

## Soorten
Het geslacht Bradyporus omvat de volgende soorten:
- Bradyporus avanos Ünal, 2011
- Bradyporus conophallus Ünal, 2011
- Bradyporus dasypus (Illiger, 1800) - Bronzen tanksprinkhaan[1]
- Bradyporus dilatatus (Stål, 1875)
- Bradyporus gocmeni Ünal, 2017
- Bradyporus inexpectatus Ünal, 2019
- Bradyporus karabagi Ünal, 2011
- Bradyporus latipes (Stål, 1875)
- Bradyporus macrogaster (Lefebvre, 1831) - Dikbuiktanksprinkhaan[1]
- Bradyporus multituberculatus (Fischer von Waldheim, 1833)
- Bradyporus oniscus (Burmeister, 1838) - Grote tanksprinkhaan[1]
- Bradyporus picurka Garai & Ünal, 2014
- Bradyporus skopjensis Karaman, 1961
- Bradyporus sureyai Ünal, 2011
- Bradyporus toros Ünal, 2011